# احساس مالکیت (فیلم ۱۹۴۲)
احساس مالکیت (انگلیسی: Jealousy) فیلمی در ژانر درام است که در سال ۱۹۴۲ منتشر شد. از بازیگران آن می‌توان به رولدانو لوپی اشاره کرد.

## بازیگران
- لوئیزا فریدا
- رولدانو لوپی
- روجرو روجری
- النا زارسکی
- الویرا بترونه
- وندا کاپودالیو
- بلا استراچه سائیناتی
- آنجلو دسی
- آنا آرنا
- Massimo Turci
- پیو کامپا
- اومبرتو اسپادارو
- فرانکو کوپ
- آمالیا پلگرینی
- رناتو ناوارینی
- پپینو اسپادارو